# ブローム・ウント・フォス BV 138
ブローム・ウント・フォス BV 138
ブローム・ウント・フォス BV 138
- 用途：長距離偵察機
- 分類：飛行艇
- 設計者：リヒャルト・フォークト
- 製造者：ブローム・ウント・フォス
- 運用者： ドイツ国（ドイツ空軍）
- 初飛行：1937年7月15日
- 生産数：297機
- 運用開始：1940年10月

ブローム・ウント・フォス BV 138 (Blohm & Voss BV 138) は第二次世界大戦時にドイツ空軍 (Luftwaffe) の主力長距離偵察機の役割を担った飛行艇 (Flugboot) 。1938 - 1943年に合計で297機が作られた。

## 概要

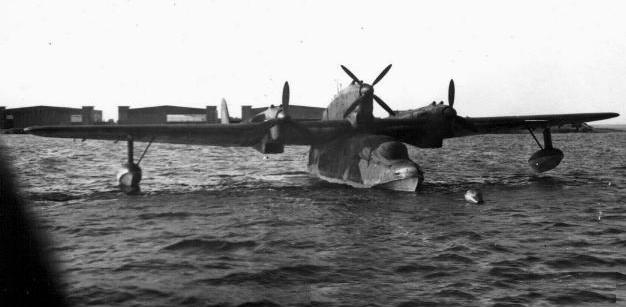
Siutghiol湖に停泊中のブローム＆フォスBV138、1943年 ルーマニア Constanta付近にて

1934年にハンブルク航空機 (Hamburger Flugzeugbau) がHa 138の名称で開発を開始した飛行艇が、本機の原型である。当初はBMW社製エンジンを2基搭載する計画だったが、エンジンの開発が遅れたためそれをあきらめ、ドルニエ Do 18と同じユンカース ユモ 205を3基搭載する形で再設計された。1937年に完成した機体はHa 138と名づけられたが、方向安定性が極端に低く、荒天時における機体の強度不足も指摘された。これを受けてハンブルク社ではHa 138を破棄して、新たに艇体を延長した機体を開発することとした。この開発の途中で会社名がブローム・ウント・フォス社に変更されたため、開発中の機体もBV 138となった。
BV 138の1号機は1939年2月に初飛行した。艇体の延長やエンジンの換装により機体の安定性は向上したが、BV 138Aと名づけられた増加試作機は、荒れた海面における運用時の構造上の強度不足が指摘された。このため一時BV 138Aは工場に戻され補強を受けた。補強を受けたBV 138Aを原型として、エンジンを強力なものに換装したBV 138Bが少数機生産された後、1941年にBV 138Cが登場した。この型は機体の各所を補強したうえ武装も強化しており、主力運用機となって227機が生産された。
完成したBV 138は手始めに北欧侵攻のヴェーザー演習作戦 (Unternehmen Weserübung) に参加した。その後もノルウェー沖や大西洋、地中海でUボートと連携した船団攻撃に加わり、機雷掃海や物資・兵員輸送などの支援任務にも幅広く使用された。

## スペック
- 全長： 19.85 m
- 全幅： 27.00 m
- 全高： 5.90 m
- 全備重量： 15,480 kg
- エンジン： ユンカース Jumo205D 880 hp × 3
- 最大速度： 290 km/h
- 航続距離： 4,023 km
- 武装
  - 20 mm機関砲 × 2
  - 13 mm機関銃 × 2
  - 爆弾 150 kg × 4
- 乗員： 6名